# Elencu Sturza
Elencu Sturza a fost fiica lui Ioniță Vodă Sturza și a Ecaterinei Rosetti-Roznovanu. Aceasta a fost căsătorită cu Grigore Alexandru Ghica, iar cuplul a avut patru copii înainte să divorțeze în 1833.